# Jennifer McClellan
Jennifer Leigh McClellan (Petersburg, Virginia; 28 de diciembre de 1972) es una abogada y política estadounidense que se desempeña como representante de los Estados Unidos por el 4.º distrito congresional de Virginia. Se ha desempeñado como senadora del estado de Virginia por el 9.º distrito entre 2017 y 2023, como miembro del Partido Demócrata. Es la primera congresista negra por Virginia.
Se postuló en las primarias demócratas para gobernadora de Virginia en las elecciones de 2021, perdiendo ante el exgobernador Terry McAuliffe.

## Biografía

### Primeros años y educación
Nació en Petersburg, Virginia. Sus padres trabajaban para la Universidad Estatal de Virginia (su padre como profesor y su madre como consejera) y estaban involucrados en el activismo por los derechos civiles. Asistió a la preparatoria Matoaca en el condado de Chesterfield. Obtuvo una licenciatura en Inglés y Ciencias Políticas en la Universidad de Richmond en 1994 y un doctorado en Jurisprudencia en la Facultad de Derecho de la Universidad de Virginia en 1997.

### Carrera
Después de la facultad de derecho, comenzó a ejercer la abogacía en Hunton &amp; Williams. En 2005, se postuló para un cargo por primera vez, buscando un escaño en la Cámara de Delegados de Virginia que dejó vacante Viola Baskerville, quien renunció para postularse para vicegobernador de Virginia. McClellan ganó las elecciones y de 2006 a 2017 representó al distrito 71 en la Cámara de Delegados de Virginia, que comprendía partes de la ciudad de Richmond y el condado de Henrico. En 2010, McClellan se convirtió en la primera delegada embarazada de Virginia en participar en una sesión legislativa. Cuando Terry McAuliffe fue elegido gobernador de Virginia en 2013, McClellan encabezó el equipo de transición.
Se desempeñó como vicepresidenta del Partido Demócrata de Virginia. También era miembro ex officio del Comité Nacional Demócrata (DNC). Como miembro del DNC, fue superdelegada a la Convención Nacional Demócrata de 2008. También es vicepresidenta del Caucus Negro Legislativo de Virginia.
Fue una crítica abierta de los esfuerzos del gobernador Bob McDonnell para reformar el sistema estatal de pensiones en 2012. Ella se opuso a los recortes a los beneficios de jubilación para maestros y empleados de seguridad pública, y argumentó que los legisladores republicanos habían apresurado la legislación para minimizar cualquier escrutinio por parte de los demócratas y los sindicatos. McClellan fue elegida para el Senado de Virginia en una elección especial celebrada el 10 de enero de 2017, para ocupar el escaño del distrito 9 que quedó vacante por la elección de Donald McEachin a la Cámara de Representantes de los Estados Unidos. Derrotó al oponente del Partido Libertario, Corey Fauconier. En la elección, recibió el respaldo de McEachin, así como del alcalde de Richmond, Levar Stoney, los senadores estadounidenses Tim Kaine y Mark Warner, y el gobernador Terry McAuliffe.

### Vida personal
Se casó con David Mills el 15 de noviembre de 2008. Su mentor, Tim Kaine, ofició la ceremonia de la boda. Ella y su esposo viven en Richmond con sus dos hijos. McClellan es presbiteriana.